# پاتریشا هیچکاک
پاتریشا هیچکاک (انگلیسی: Patricia Hitchcock؛ ۷ ژوئیهٔ ۱۹۲۸ – ۹ اوت ۲۰۲۱) هنرپیشه و تهیه‌کننده سینما و تنها فرزند آلفرد هیچکاک و الما لوسی رویل بود. پاتریشیا نقش‌های کوچکی را در چندین فیلم از پدرش بر عهده داشته و ایفا کرد که از مهم‌ترین آن‌ها، می‌توان به حضور او در فیلم بیگانگان در ترن در سال ۱۹۵۱ اشاره کرد.

## زندگی شخصی
وی در سال ۱۹۲۸ در لندن متولد شد و یازده سال پس از تولد او، خانواده اش به لس‌آنجلس در کالیفرنیا مهاجرت کردند. او که از کودکی به علاقهٔ خود در حوزهٔ بازیگری پی برده بود، از اوایل دههٔ ۱۹۴۰ میلادی، با حضور در تئاترهای صحنه ای به حضور حرفه ای در بازیگری پرداخته و همچنین در روند فعالیت هنری پدرش به کمک او می‌پرداخت. پدرش نیز به او کمک کرد تا در سال ۱۹۴۲ در یکی از نمایش‌های یک‌نفره، در تئاتر برادوی به روی صحنه برود. او همچنین توانست نقش اصلی نمایشنامه برادوی ویولت را در سال ۱۹۴۴ بر عهده بگیرد.

## بخشی از فیلم‌شناسی
از فیلم‌ها یا برنامه‌های تلویزیونی که او در آن‌ها نقش داشته‌است می‌توان به آثار زیر اشاره کرد.
- ترس صحنه (فیلم ۱۹۵۰) (۱۹۵۰)
- بیگانگان در ترن (فیلم) (۱۹۵۱)
- ده فرمان (فیلم ۱۹۵۶) (۱۹۵۶)
- روانی (فیلم ۱۹۶۰) (۱۹۶۰)
- آلفرد هیچکاک تقدیم می‌کند (۱۹۵۷)